# 曹州教案
曹州教案，亦称鉅野教案，发生于1897年（光绪二十三年）11月1日，山东省曹州府鉅野县（今菏泽市巨野县麒麟镇）磨盘张庄的天主教堂2名在堂内的德国聖言會神父能方济和韩理加略由于不明原因被杀死。

## 事件

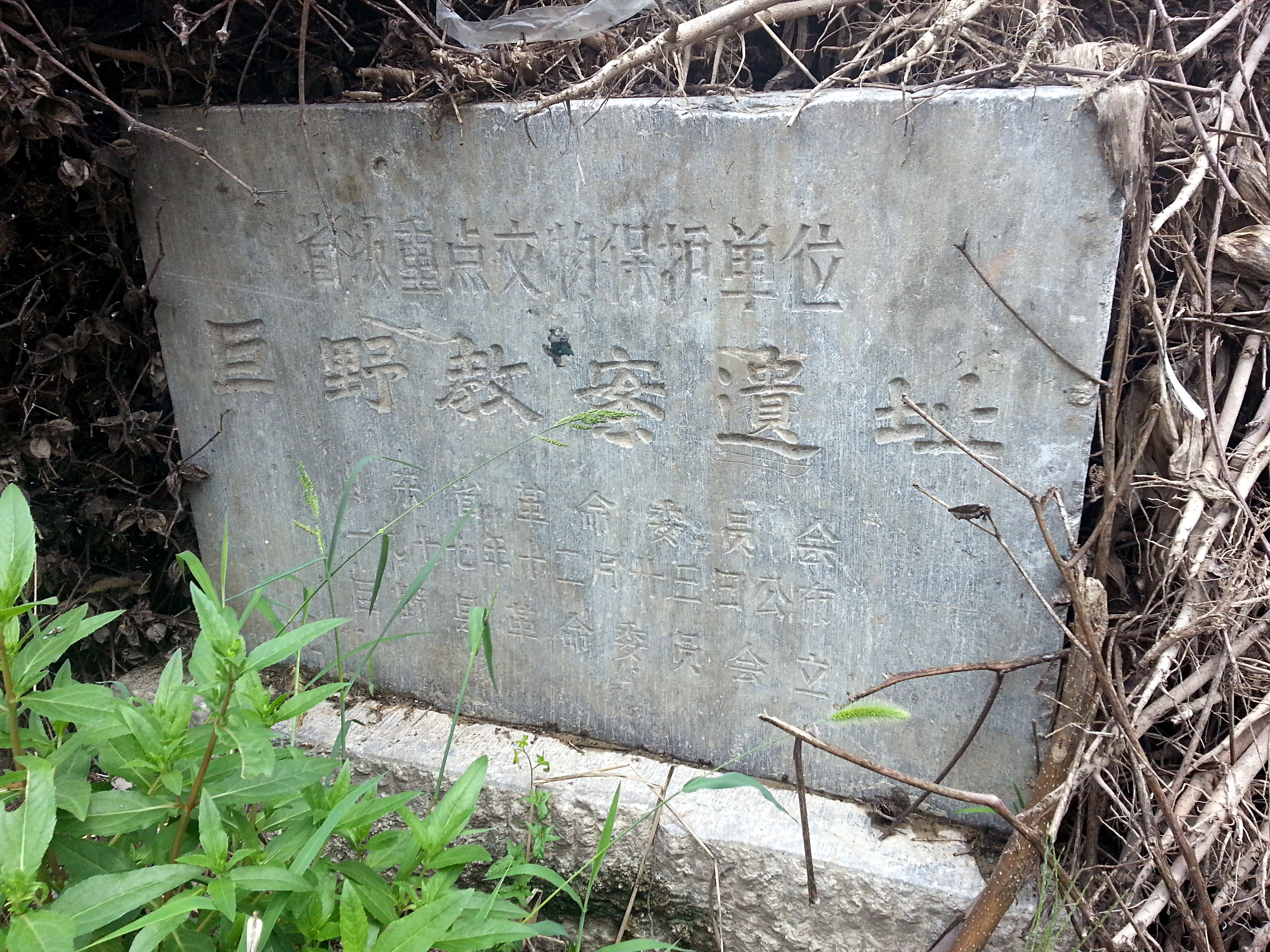
鉅野教案遗址

教案发生在张家庄（今磨盘张庄），薛田资是张家庄的本堂神父，另外两位传教士能方济和韩理加略来探望他。薛田资是这样描述此事：在午夜上床睡觉前，传教士们进行諸聖节的安魂曲弥撒练习。薛田资把房间让给了客人过夜，自己搬进了一个空着的搬运工房间。传教士们认为这个地区很安全，没有采取任何预防措施，薛田资也没有锁上房门。在传教士们睡觉后不久，二十到三十名武装袭击者闯进传教团大院，他们打破能方济和韩理加略住房的门并杀死两人。攻击者搜寻薛田资但没有找到，当地的中国教徒来到现场时袭击者撤退了。两名受害者被中國教徒发现时已经有多处刺伤，據推測在午夜前不久死亡。
至今仍未知道谁是袭击者，但最普遍认为是大刀會制造这场袭击。薛田资将此事归咎于邻近村庄（曹家庄）的看守，原因是典狱长与有钱亲戚间发生争执，因后者皈依天主教并拒绝支付当地寺庙宴席的费用。

## 后果
在曹州教案发生后不到两週，德意志帝国就以杀害传教士为由占领了胶州湾。在德国的威胁下，清政府被迫免去许多山东官员（包括山东巡抚李秉衡）的职务，并自费在该地区（济宁、曹州和鉅野）修建三座天主教堂，被袭击的使团获得3000两银子赔偿，并获得该地区建造七座防御设施的权利，同样由清政府支付费用。这一定居点加强山东省南部的传教，也成为义和团运动的一部分原因。其他列强（俄罗斯、英国、法国和日本）开始模仿德国争夺殖民地，以此确保自己在中国的势力。

## 评论
历史学家保罗·科恩将曹州教案称为“在中国的帝国主义活动增强过程中的开口楔子”，约瑟夫·W·埃舍利克称，曹州教案引发了一系列事件，从根本上改变了中国的历史进程。